# Тулай
Тула́й (рос. Тулай) — селище у складі Ребріхинського району Алтайського краю, Росія. Входить до складу Ребріхинської сільської ради.

## Населення
Населення — 110 осіб (2010; 167 у 2002).
Національний склад (станом на 2002 рік):
- росіяни — 92 %